# Nematozonium filum
Nematozonium filum är en mångfotingart som beskrevs av Karl Wilhelm Verhoeff 1939. Nematozonium filum ingår i släktet Nematozonium och familjen Siphonorhinidae. Inga underarter finns listade i Catalogue of Life.